# Fernando Jaeger
Fernando Jaeger (Santa Cruz do Sul, 1956) é um designer e empresário brasileiro.

## Biografia

### Formação acadêmica
De família alemã, Fernando Jaeger é natural de Santa Cruz do Sul, cidade do interior do estado do Rio Grande do Sul. Mudou-se para a cidade do Rio de Janeiropara prestar vestibular para o curso de Medicina. Porém, mudou completamente de área e formou-se no curso de Desenho Industrial da Universidade Federal do Rio de Janeiro (UFRJ) no ano de 1980.

### Estilo e consolidação
Entre as características do trabalho de Fernando está a busca por uma acessibilidade financeira dos móveis assinados por ele, pensamento herdado de sua formação na UFRJ. Seu trabalho é destacado pelo uso de madeira e marcenaria fina. Seus destaques estão na confecção de mesas e cadeiras. Como freelancer assinou trabalhos para marcas como a Tok&Stok.
Tornou-se empresário, para poder produzir suas próprias peças. Possui lojas em São Paulo, no bairro da Pompeia e em Moema - dois bairros nobres da capital paulistana - e no Rio de Janeiro, no Jardim Botânico.
É considerado um dos principais nomes atualmente do design brasileiro e seu trabalho possui uma forte capilaridade na imprensa brasileira e nos círculos de discussão do design. Adjunto de todo esse reconhecimento, assinou algumas peças que integravam a mobília de alguns dos cenários da novela Insensato Coração, exibida pela Rede Globo em horário nobre e que foi protagonizado por Paolla Oliveira, Gabriel Braga Nunes e Eriberto Leão.